# Громоляк Андрій Іванович
Громоляк Андрій Іванович  (нар. 18 травня 1989, Івано-Франківськ) — український футболіст, захисник.

## Життєпис
Народився в місті Долина Івано-Франківської області, вихованець місцевої ДЮСШ. З 2002 по 2006 рік навчався в івано-франківському ВПУ-21, де також виступав за футбольну команду навчального закладу. По завершенні навчання повернувся до рідного міста, де підписав контракт з місцевим «Нафтовиком». Дебютував за долинський клуб 9 вересня 2006 року в програному (0:2) виїзному поєдинку 7-о туру групи А Другої ліги проти овідіопольського «Дністра». Андрій вийшов на поле в стартовому складі, а на 81-й хвилині його замінив Віталій Шлапак. Першим голом на професіональному рівні відзначився 16 серпня 2007 року на 35-й хвилині програного (1:4) домашнього матчу 29-о туру групи А Другої ліги проти тернопільської «Ниви». Громоляк вийшов на поле в стартовому складі та відіграв увесь матч, а на 16-й хвилині отримав жовту картку. У «Нафтовику» відіграв два сезони, зіграв 34 матчі та відзначився 1 голом.
У 2008 році зіграв 1 матч в аматорському чемпіонаті України за ФК «Бережани». З 2011 по 2016 рік виступав в чемпіонаті Івано-Франківської області за «Карпати» (Брошнів-Осада) та «Нафтовик» (Долина).
Влітку 2016 року підписав контракт з івано-франківським «Тепловиком». За нову команду дебютував 24 липня 2016 року в переможному (6:0) виїзному поєдинку 1-о туру Другої ліги проти ФК «Арсенал-Київщина». Андрій вийшов на поле в стартовому складі та відіграв увесь матч. У футболці «Прикарпаття» зіграв 39 матчів у Другій лізі та 1 поєдинок у кубку України. 3 січня 2019 року залишив розташування клубу